# كيم ماغواير
كيم ماغواير (بالإنجليزية: Kim McGuire)‏ هي ممثلة أمريكية، ولدت في 1 ديسمبر 1955 في نيو أورلينز في الولايات المتحدة، وتوفيت في 14 سبتمبر 2016 في نيبلز في الولايات المتحدة بسبب ذات الرئة.

## وصلات خارجية
- كيم ماغواير على موقع IMDb (الإنجليزية)
- كيم ماغواير على موقع ألو سيني (الفرنسية)
- كيم ماغواير على موقع أول موفي (الإنجليزية)
- كيم ماغواير على موقع قاعدة بيانات الأفلام السويدية (السويدية)
- كيم ماغواير على موقع قاعدة بيانات الفيلم (الإنجليزية)
- كيم ماغواير على موقع كينوبويسك (الروسية)